# Army Men 3D
Army Men 3D — компьютерная игра в жанре шутер от третьего лица, разработанная и изданная The 3DO Company. Релиз состоялся в 1999 году на PlayStation.

## Геймплей
Army Men 3D является адаптацией игры 1998 года, при этом жанр был сменён со стратегии на шутер. В основе сюжета лежит противостояние зелёных и коричневых игрушечных солдатиков. Игрок управляет персонажем по имени Сержант (англ. Sarge). Игра разделена на миссии, каждая из которых предваряется брифингом, содержащим цель задания (уничтожить врагов, спасти пленников и т.д.). Сержант может использовать различные виды оружия и транспорта, а также подбирать усиления.
В игре также имеется соревновательный режим, в котором два игрока размещают своих солдат на поле боя, после чего им необходимо захватить флаг противника и доставить на свою базу.

## Отзывы
| Сводный рейтинг    | Сводный рейтинг |
| Агрегатор          | Оценка          |
| ------------------ | --------------- |
| GameRankings       | 67,67 %         |
| Иноязычные издания |                 |
| Издание            | Оценка          |
| EGM                | 5,87/10         |
| GamePro            | 4/5             |
| GameRevolution     | B-              |
| GameSpot           | 4,6/10          |
| IGN                | 7,0/10          |
| OPM                | [ 8 ]           |

Игра получила смешанные отзывы. Средний балл на GameRankings составил 67,67 % на основе 10 рецензий.
Игровой процесс был в целом оценён положительно. Так, обозреватель Official U.S. PlayStation Magazine отметил, что в боях зачастую необходимо мыслить стратегически. Также рецензенты хвалили соревновательный режим; в частности, IGN назвал его лучшей частью игры, но при этом указал на нехватку вариативности наподобие той, что предлагала GoldenEye 007; по мнению обозревателей Electronic Gaming Monthly, режим для двух игроков является «спасительной благодатью» (англ. saving grace) игры.
В качестве основных недостатков назывались графика, управление и звук. Сайт GameSpot отметил, что на экране зачастую сложно «отличить вражеского солдата от кактуса или куста». Обозреватель IGN назвал звук «невпечатляющим»; по его мнению, старомодные мелодии в духе военных оркестров в игре звучат слишком похоже друг на друга. В рецензии Electronic Gaming Monthly указано, что «половину времени [музыка] слишком тихая, как будто с ней что-то не так, что сильно портит атмосферу»; критике также подверглись неудобное управление и нехватка контрольных точек.

## Продолжение
Релиз следующей части серии, Army Men: Sarge’s Heroes, состоялся в 1999 году на Nintendo 64 и в 2000 году на PlayStation, PC и Dreamcast. По словам разработчиков, игра не является прямым продолжением Army Men 3D, хотя и заимствует у неё многие элементы геймплея.